# Eupithecia bryanti
Eupithecia bryanti es una especie de polilla de la familia Geometridae. La especie fue descrita por primera vez por Frederick Hastings Rindge habiendo sido descrita en 1906, con distribución en el oeste de Estados Unidos y Canadá. El holotipo de la especie fue descrita en los alrededores de Weyanoke, Luisiana. La especie lleva el nombre de Vernon A. Brou, un coleccionista de lepidópteros de Luisiana.

## Descripción
Es una polilla de pequeño tamaño con una envergadura de 18 milímetros (0,7 plg). Cuenta con palpos de moderado tamaño, más bien robustos, con una articulación terminal desviada de la línea media. La cabeza, tórax y todas las alas son de color marrón ahumado oscuro, con las líneas transversales muy débilmente indicadas; el abdomen son del mismo color, con la línea dorsal más pálida y los mechones dorsales casi negros y el abdomen resulta más pálido por debajo.

## Distribución
Se encuentra en Alaska, el territorio de Yukón, Alberta (descrita en los alrededores de la isla Saturna, Waterton) y los alrededores del Río Stikine en Columbia Británica, Canadá. En los Estados Unidos se ha descrito en Juneau y Paxton en Alaska, a través del condado de King en Washington, Oregón, Montana, Idaho, Wyoming, Utah y descrito también en Crescent City (California). Se han registrado adultos volando de abril a agosto.